# Saint-Mathieu-de-Tréviers
Pour les articles homonymes, voir Saint-Mathieu.
Saint-Mathieu-de-Tréviers [sɛ̃ ma.tjø də tʁe.viɛ] (en occitan Sant Matieu de Trevièrs ['sant ma.'tiew de 'tre.βi.ɛs]) est une commune française située dans le nord-est du département de l'Hérault, en région Occitanie.
Exposée à un climat méditerranéen, elle est drainée par le Terrieu, le ruisseau de Cecelés, le ruisseau de la Croix et par divers autres petits cours d'eau. La commune possède un patrimoine naturel remarquable : deux sites Natura 2000 (le « pic Saint-Loup » et les « hautes garrigues du Montpelliérais ») et six zones naturelles d'intérêt écologique, faunistique et floristique.
Saint-Mathieu-de-Tréviers est une commune rurale qui compte 4 869 habitants en 2022, après avoir connu une forte hausse de la population depuis 1962. Elle est dans l'unité urbaine de Saint-Mathieu-de-Tréviers et fait partie de l'aire d'attraction de Montpellier. Ses habitants sont appelés les Tréviésois et Tréviésoises.

## Géographie

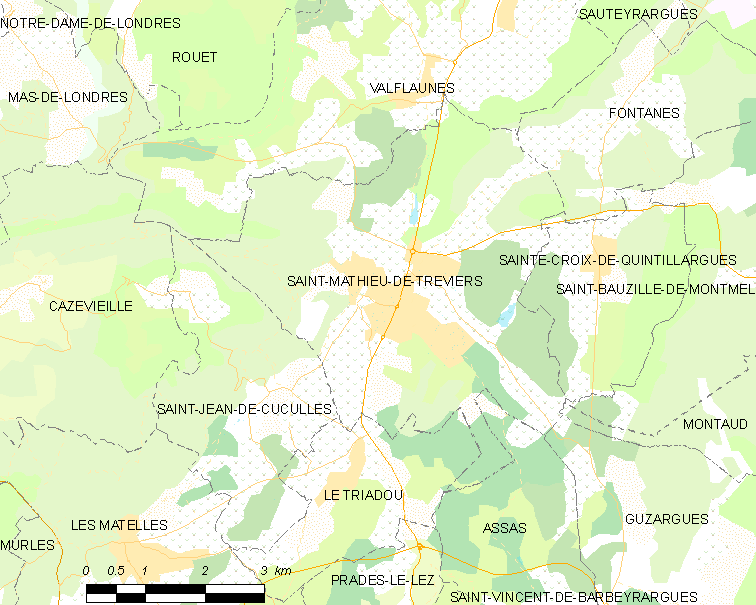
Carte du territoire communal.

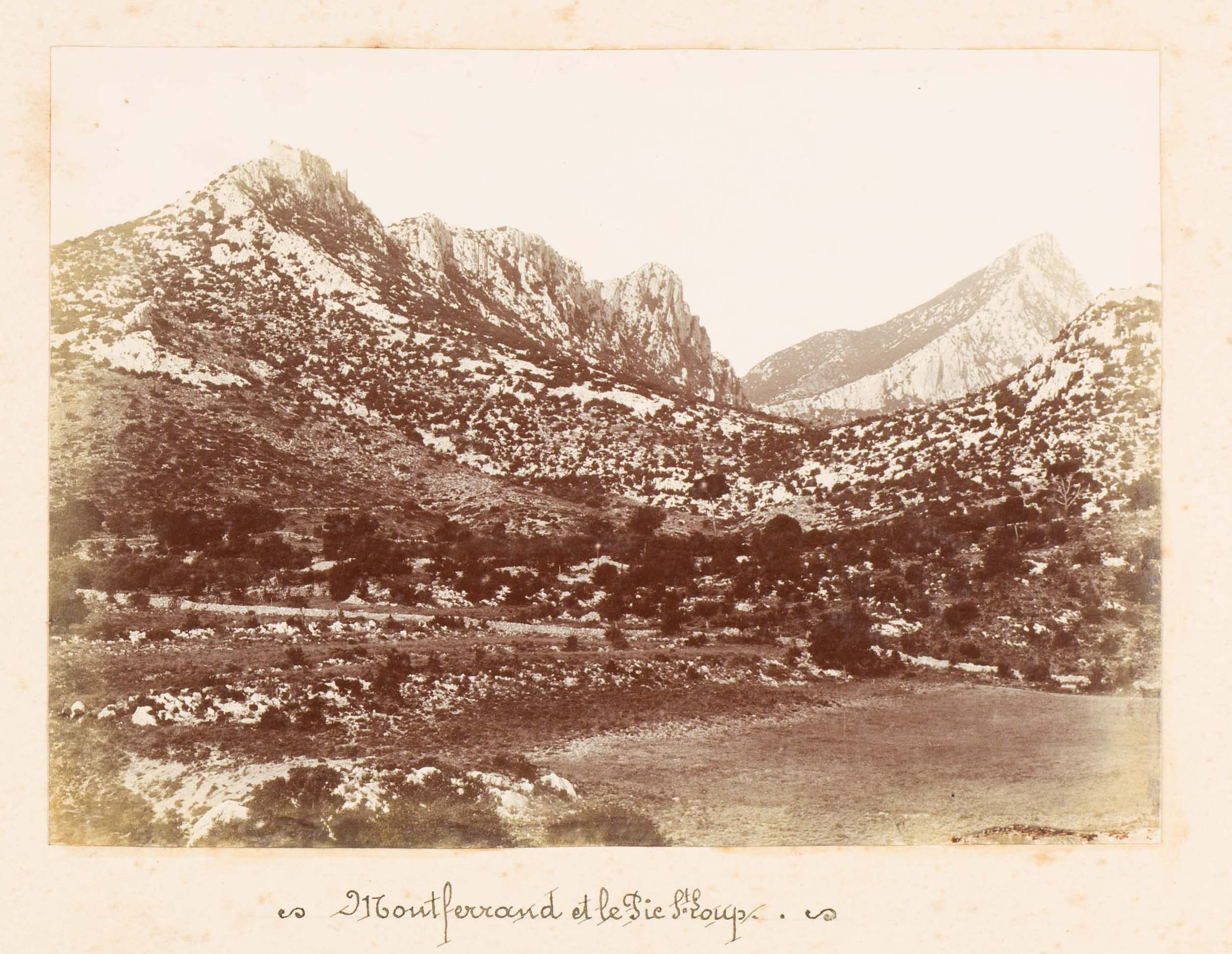
Montferrand et le pic Saint-Loup (1890-1910).

Saint-Mathieu-de-Tréviers est située à environ 20 km au nord du centre de Montpellier, sur la route départementale 17 conduisant aux villes gardoises de Saint-Hippolyte-du-Fort à 24 km de route plus au nord (dont deux cols) et de Quissac à 20 km au nord-est de Saint-Mathieu.
Le territoire communal est composé d'un espace de plaine où s'est développée la principale agglomération. Sur son pourtour occidental, le territoire comprend et est dominé par le massif du pic Saint-Loup, sur les premiers flancs duquel s'est développé le village de Saint-Mathieu ; Tréviers est un lieu-dit de la plaine.
Bien que l'ancien chef-lieu du canton soit la commune des Matelles, Saint-Mathieu-de-Tréviers est plus peuplée et tient une place plus importante pour les communes de l'est du canton et de l'ancien canton de Claret grâce à sa position à un carrefour de routes départementales.

### Communes limitrophes et proches
| Notre-Dame-de-Londres (9.40 / 13,90 km) Mas-de-Londres (8.83 / 13,43 km) | Pompignan (13.84 / 19,29 km)   | Valflaunès (3.52 / 4,99 km) Sauteyrargues (8.82 / 10,37 km) Fontanès (4.82 / 6,13 km)                                         |
| Cazevieille (6.09 / 10,28 km)                                            | Saint-Mathieu-de-Tréviers      | Sainte-Croix-de-Quintillargues (3.61 / 5,03 km)                                                                               |
| Saint-Jean-de-Cuculles (2.98 / 4,05 km) Le Triadou (3.43 / 4,30 km)      | Prades-le-Lez (7.96 / 9,05 km) | Montaud (7.81 / 11,41 km) Guzargues (7.19 / 11,00 km) Assas (8.10 / 11,46 km) Saint-Vincent-de-Barbeyrargues (7.12 / 9,98 km) |

### Climat
Pour des articles plus généraux, voir Climat de l'Occitanie et Climat de l'Hérault.
En 2010, le climat de la commune est de type climat méditerranéen franc, selon une étude s'appuyant sur une série de données couvrant la période 1971-2000. En 2020, Météo-France publie une typologie des climats de la France métropolitaine dans laquelle la commune est exposée à un climat méditerranéen et est dans la région climatique  Provence, Languedoc-Roussillon, caractérisée par une pluviométrie faible en été, un très bon ensoleillement (2 600 h/an), un été chaud (21,5 °C), un air très sec en été, sec en toutes saisons, des vents forts (fréquence de 40 à 50 % de vents > 5 m/s) et peu de brouillards.
Pour la période 1971-2000, la température annuelle moyenne est de 13,9 °C, avec une amplitude thermique annuelle de 16,7 °C. Le cumul annuel moyen de précipitations est de 922 mm, avec 6,6 jours de précipitations en janvier et 3,1 jours en juillet. Pour la période 1991-2020, la température moyenne annuelle observée sur la station météorologique la plus proche, située sur la commune de Prades-le-Lez à 8 km à vol d'oiseau, est de 14,6 °C et le cumul annuel moyen de précipitations est de 869,7 mm,. Pour l'avenir, les paramètres climatiques de la commune estimés pour 2050 selon différents scénarios d'émission de gaz à effet de serre sont consultables sur un site dédié publié par Météo-France en novembre 2022.

### Milieux naturels et biodiversité

#### Réseau Natura 2000

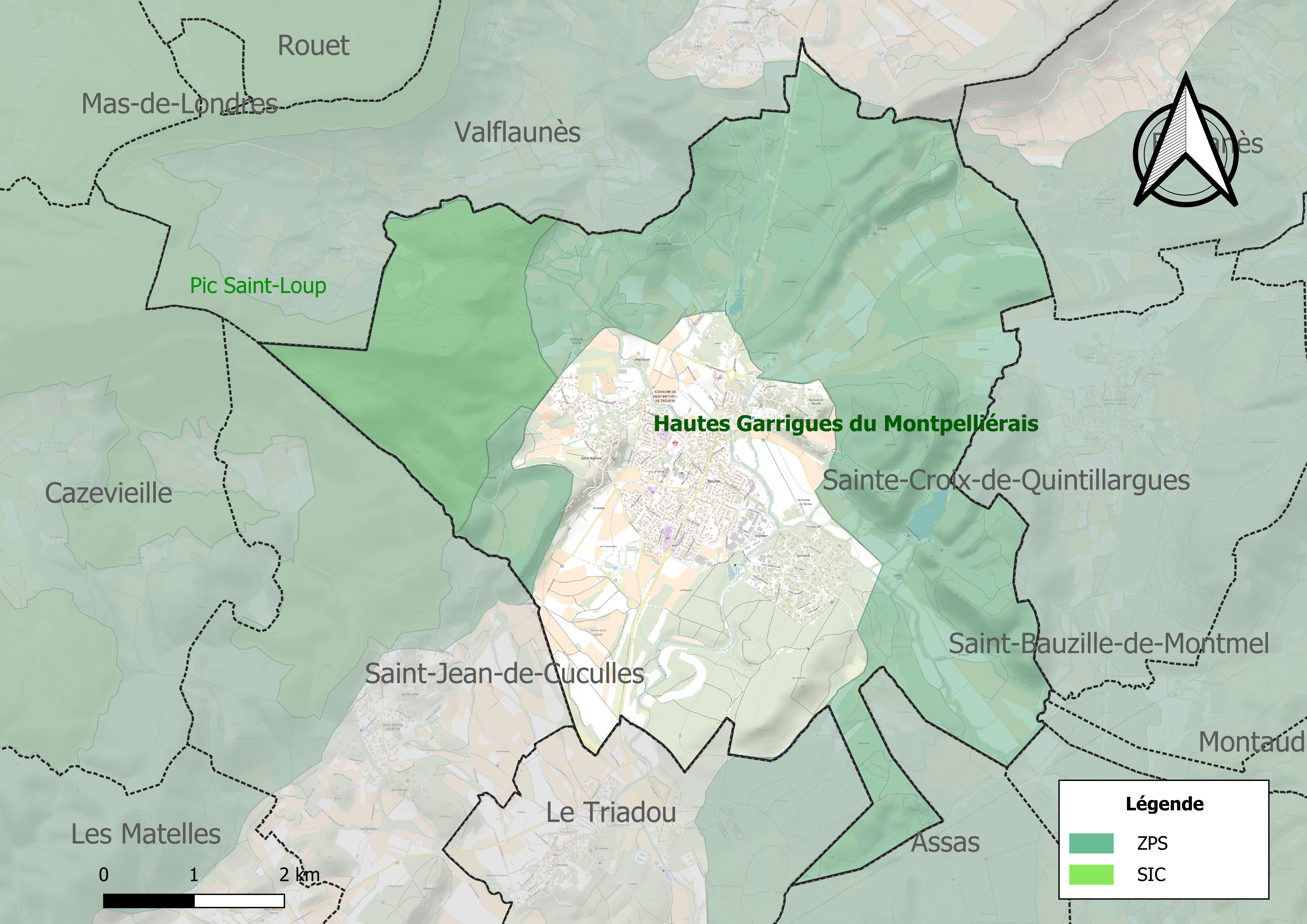
Site Natura 2000 sur le territoire communal.

Le réseau Natura 2000 est un réseau écologique européen de sites naturels d'intérêt écologique élaboré à partir des directives habitats et oiseaux, constitué de zones spéciales de conservation (ZSC) et de zones de protection spéciale (ZPS).
Un site Natura 2000 a été défini sur la commune au titre de la directive habitats :
- le « pic Saint-Loup », d'une superficie de 4 430 ha, comprenant de grandes étendues de pelouses et de matorrals à genévrier oxycèdre, en particulier, caractéristiques d'une pratique séculaire du pastoralisme. Les falaises du Pic-Saint-Loup et de l'Hortus recèlent trois espèces végétales endémiques (Erodium foetidum, Saxifraga cebennensis, Hieracium stelligerum)[10]

et un au titre de la directive oiseaux : 
- les « hautes garrigues du Montpelliérais », d'une superficie de 45 444 ha, abritant trois couples d'Aigles de Bonelli, soit 30 % des effectifs régionaux[11].

#### Zones naturelles d'intérêt écologique, faunistique et floristique
L’inventaire des zones naturelles d'intérêt écologique, faunistique et floristique (ZNIEFF) a pour objectif de réaliser une couverture des zones les plus intéressantes sur le plan écologique, essentiellement dans la perspective d’améliorer la connaissance du patrimoine naturel national et de fournir aux différents décideurs un outil d’aide à la prise en compte de l’environnement dans l’aménagement du territoire.
Trois ZNIEFF de type 1 sont recensées sur la commune :
- le « lac de Jeantou et sa plaine aval » (92 ha)[13] ;
- le « pic Saint-Loup » (818 ha), couvrant 5 communes du département[14],
- la « vallée de la Bénovie » (223 ha), couvrant 4 communes du département[15] ;

et trois ZNIEFF de type 2, : 
- les « Pic-Saint-Loup et Hortus » (11 816 ha), couvrant 14 communes dont une dans le Gard et 13 dans l'Hérault[16] ;
- la « plaine agricole de la Salade » (273 ha), couvrant 3 communes du département[17] ;
- les « plaines et garrigues du Nord Montpelliérais » (13 097 ha), couvrant 25 communes dont six dans le Gard et 19 dans l'Hérault[18].

Carte des ZNIEFF de type 1 et 2 à Saint-Mathieu-de-Tréviers.
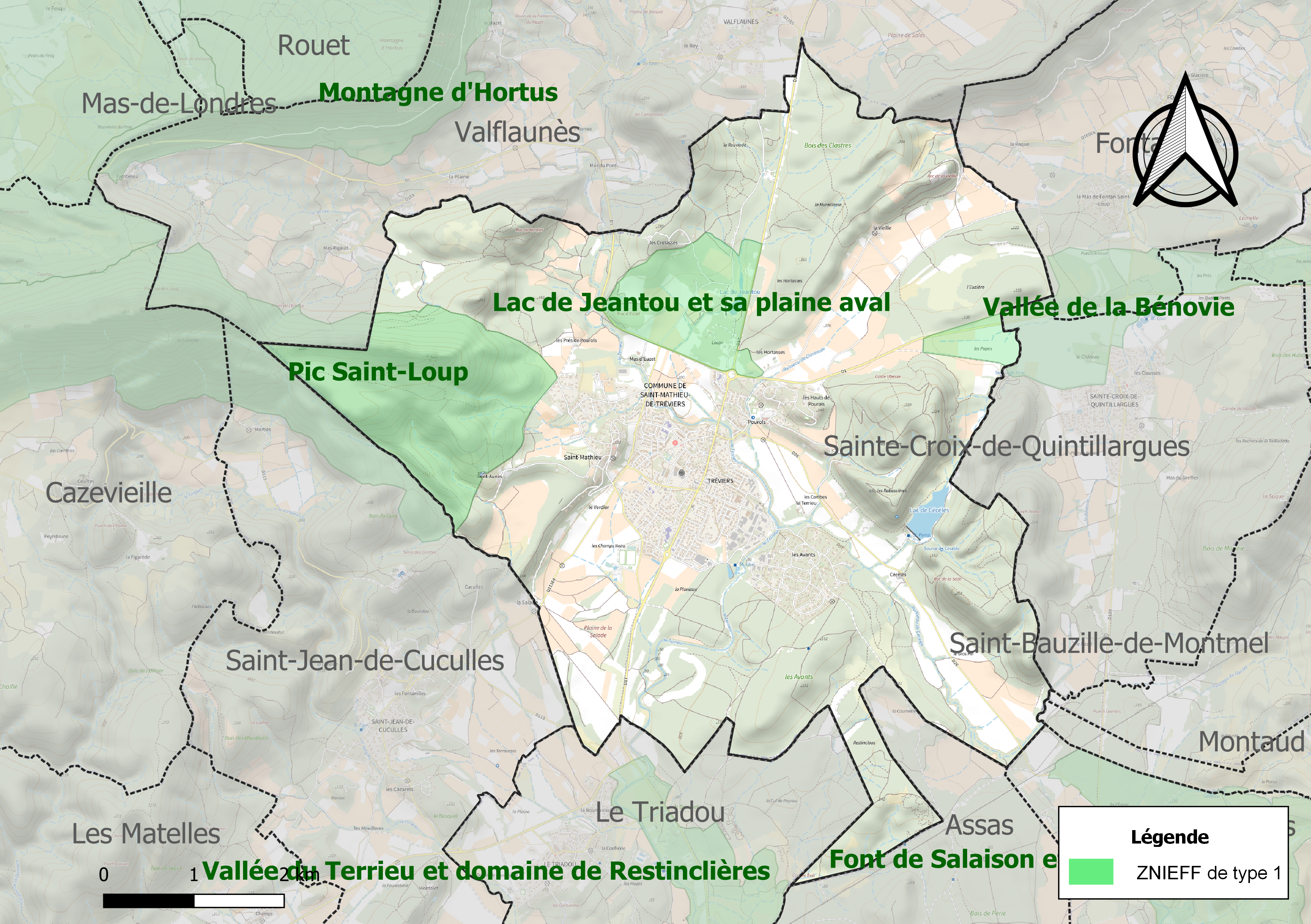
Carte des ZNIEFF de type 1 sur la commune.
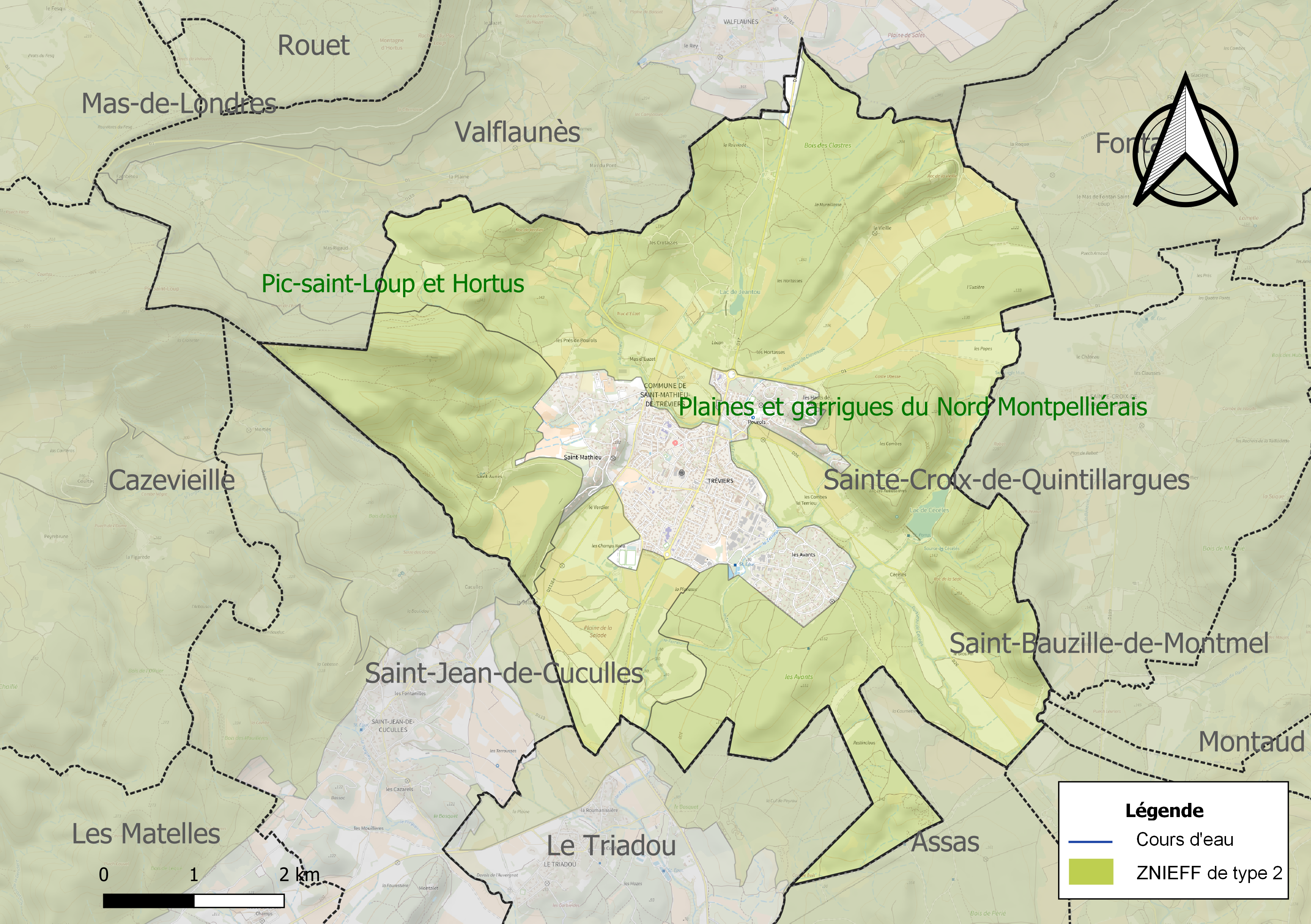
Carte des ZNIEFF de type 2 sur la commune.

## Urbanisme

### Typologie
Au 1er janvier 2024, Saint-Mathieu-de-Tréviers est catégorisée bourg rural, selon la nouvelle grille communale de densité à sept niveaux définie par l'Insee en 2022.
Elle appartient à l'unité urbaine de Saint-Mathieu-de-Tréviers, une unité urbaine monocommunale constituant une ville isolée,. Par ailleurs la commune fait partie de l'aire d'attraction de Montpellier, dont elle est une commune de la couronne,. Cette aire, qui regroupe 161 communes, est catégorisée dans les aires de 700 000 habitants ou plus (hors Paris),.

### Occupation des sols
L'occupation des sols de la commune, telle qu'elle ressort de la base de données européenne d’occupation biophysique des sols Corine Land Cover (CLC), est marquée par l'importance des forêts et milieux semi-naturels (55,4 % en 2018), en diminution par rapport à 1990 (56,8 %). La répartition détaillée en 2018 est la suivante : 
forêts (37,5 %), cultures permanentes (29,9 %), milieux à végétation arbustive et/ou herbacée (17,9 %), zones urbanisées (10,4 %), zones agricoles hétérogènes (4,3 %). L'évolution de l’occupation des sols de la commune et de ses infrastructures peut être observée sur les différentes représentations cartographiques du territoire : la carte de Cassini (XVIIIe siècle), la carte d'état-major (1820-1866) et les cartes ou photos aériennes de l'IGN pour la période actuelle (1950 à aujourd'hui).

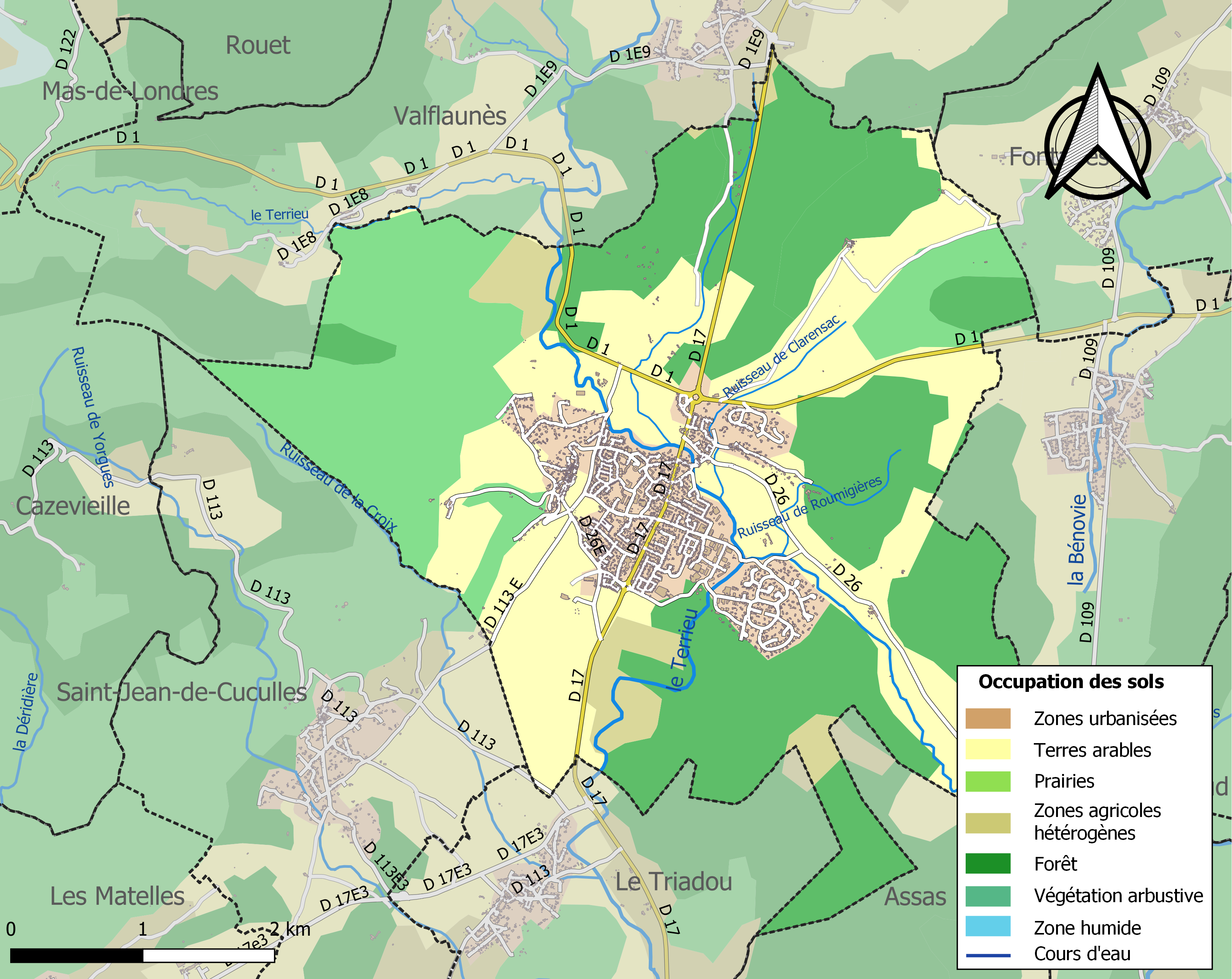
Carte des infrastructures et de l'occupation des sols de la commune en 2018 (CLC).

### Risques majeurs
Le territoire de la commune de Saint-Mathieu-de-Tréviers est vulnérable à différents aléas naturels : météorologiques (tempête, orage, neige, grand froid, canicule ou sécheresse), inondations, feux de forêts et séisme (sismicité faible). Il est également exposé à un risque technologique,  le transport de matières dangereuses. Un site publié par le BRGM permet d'évaluer simplement et rapidement les risques d'un bien localisé soit par son adresse soit par le numéro de sa parcelle.

#### Risques naturels
Certaines parties du territoire communal sont susceptibles d’être affectées par le risque d’inondation par débordement de cours d'eau, notamment le Terrieu. La commune a été reconnue en état de catastrophe naturelle au titre des dommages causés par les inondations et coulées de boue survenues en 1982, 2001, 2002, 2005, 2014 et 2020,.
Saint-Mathieu-de-Tréviers est exposée au risque de feu de forêt. Un plan départemental de protection des forêts contre les incendies (PDPFCI) a été approuvé en juin 2013 et court jusqu'en 2022, où il doit être renouvelé. Les mesures individuelles de prévention contre les incendies sont précisées par deux arrêtés préfectoraux et s’appliquent dans les zones exposées aux incendies de forêt et à moins de 200 mètres de celles-ci. L’arrêté du 25 avril 2002 réglemente l'emploi du feu en interdisant notamment d’apporter du feu, de fumer et de jeter des mégots de cigarette dans les espaces sensibles et sur les voies qui les traversent sous peine de sanctions. L'arrêté du 11 mars 2013 rend le débroussaillement obligatoire, incombant au propriétaire ou ayant droit,.

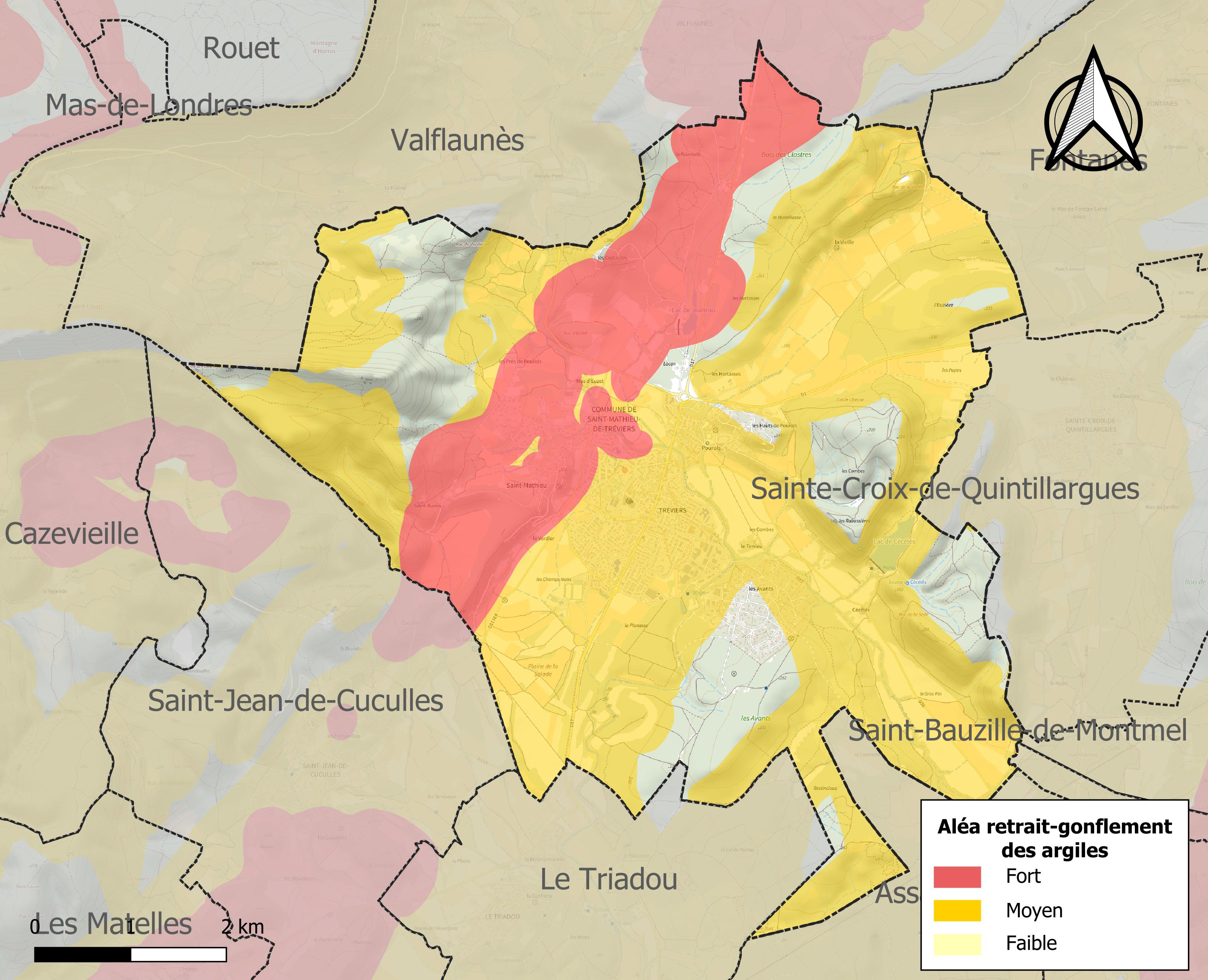
Carte des zones d'aléa retrait-gonflement des sols argileux de Saint-Mathieu-de-Tréviers.

Le retrait-gonflement des sols argileux est susceptible d'engendrer des dommages importants aux bâtiments en cas d’alternance de périodes de sécheresse et de pluie. 82,7 % de la superficie communale est en aléa moyen ou fort (59,3 % au niveau départemental et 48,5 % au niveau national). Sur les 1 428 bâtiments dénombrés sur la commune en 2019, 1 320 sont en aléa moyen ou fort, soit 92 %, à comparer aux 85 % au niveau départemental et 54 % au niveau national. Une cartographie de l'exposition du territoire national au retrait gonflement des sols argileux est disponible sur le site du BRGM,.
Par ailleurs, afin de mieux appréhender le risque d’affaissement de terrain, l'inventaire national des cavités souterraines permet de localiser celles situées sur la commune.

#### Risques technologiques
Le risque de transport de matières dangereuses sur la commune est lié à sa traversée par des infrastructures routières ou ferroviaires importantes ou la présence d'une canalisation de transport d'hydrocarbures. Un accident se produisant sur de telles infrastructures est susceptible d’avoir des effets graves sur les biens, les personnes ou l'environnement, selon la nature du matériau transporté. Des dispositions d’urbanisme peuvent être préconisées en conséquence.

## Histoire
Saint-Mathieu-de-Tréviers a un riche passé préhistorique. L'homme de Néanderthal s'installa dans la grotte de l'Hortus à partir de 55 000 ans avant notre ère, au pied de la falaise éponyme qui surplombe le village,. La statue-menhir exposée dans le hall de la mairie témoigne de la présence de l'homme il y a 5 000 ans sur son territoire. Le château du Lébous est un site archéologique datant du XIVe siècle av. J.-C. Il comprenait plusieurs tours et des murs composés de deux épaisseurs de pierre, formant une enceinte de 50 m sur 75. C'est la seule construction de ce type connue pour cette époque. Plus tard au Ve siècle de notre ère, les Wisigoths ont fait bon ménage avec la population indigène et nous connaissons trois de leurs cimetières dont un sarcophage repose dans le jardin intérieur de la maison communale.
Une charte de 978 en citant la viguerie de Terrivias (trois voies) donne pour la première fois le nom du village.
En 1090, le comte de Melgueil (Mauguio) achève la construction du château de Montferrand, sur le territoire de la paroisse de Saint-Martin—de-Tres-Vies avec sa chapelle dédiée à Saint-Mathieu. Une forteresse ayant toujours besoin de main-d'œuvre pour l'entretenir ou la transformer, rapidement, les artisans accourent et fondent à son pied le hameau qui prendra bientôt le nom de Saint-Mathieu. Tréviers formé de mas ou de hameaux évolue plus lentement.
En 1215, le comté de Melgueil passe entre les mains de l'évêché de Maguelone. Quarante ans après, l'évêché instaure la République libre des Matelles. Cette collectivité a fait l’objet de nombreux avantages de la part de tous les évêchés pour augmenter le bien-être de sa population.
En 1574, les calvinistes s’emparent du château et provoquent de nombreux dégâts dans le village. Dix ans plus tard, Antoine de Cambous le reprend pour le compte de l'évêque. La paroisse de Saint-Martin-de-Tréviers se transforme en 1660 en commune de Saint-Mathieu-de-Tréviers en souvenir de la chapelle du château démantelé.
Lors des rébellions huguenotes, en 1622, le château de Montferrand est assiégé, sans succès, par les troupes catholiques du duc Henry de Montmorency avant le siège de Montpellier.
Pendant la Révolution, le village ne s'appelle plus que Tréviers et récupérera son patron saint Mathieu sous le Premier Empire. En 1884, la mairie passe de Saint-Mathieu à Tréviers dont la population se multiplie le long de la route D 17.

## Politique et administration

### Tendances politiques et résultats
| Scrutin             | Scrutin             | 1er tour | 1er tour    | 1er tour | 1er tour | 1er tour   | 1er tour | 1er tour | 1er tour  | 1er tour | 1er tour | 1er tour   | 1er tour | 2d tour | 2d tour | 2d tour | 2d tour | 2d tour | 2d tour |
| Scrutin             | Scrutin             | 1er      | 1er         | %        | 2e       | 2e         | %        | 3e       | 3e        | %        | 4e       | 4e         | %        | 1er     | 1er     | %       | 2e      | 2e      | %       |
| ------------------- | ------------------- | -------- | ----------- | -------- | -------- | ---------- | -------- | -------- | --------- | -------- | -------- | ---------- | -------- | ------- | ------- | ------- | ------- | ------- | ------- |
| Présidentielle 2017 | Présidentielle 2017 |          | LFI         | 26,47    |          | EM         | 25,10    |          | FN        | 19,11    |          | LR         | 13,46    |         | EM      | 70,59   |         | FN      | 29,41   |
| Présidentielle 2022 | Présidentielle 2022 |          | LFI         | 28,44    |          | LREM       | 24,56    |          | RN        | 20,01    |          | REC        | 6,38     |         | LREM    | 61,20   |         | RN      | 38,80   |
| Législatives 2022   | 4e                  |          | LFI (NUPES) | 33,43    |          | LREM (ENS) | 22,97    |          | RN        | 18,41    |          | PS (diss.) | 7,31     |         | LFI     | 60,60   |         | RN      | 39,40   |
| Législatives 2024   | 4e                  |          | LFI (NFP)   | 40,05    |          | RN         | 33,24    |          | HOR (ENS) | 23,24    |          | REC        | 2,05     |         | LFI     | 59,75   |         | RN      | 40,25   |

### Liste des maires
| Période | Période  | Identité                      | Étiquette            | Qualité                                                                                                  |
| ------- | -------- | ----------------------------- | -------------------- | --- |
| 1800    | 1802     | Bernard Vincent               |                      | |
| 1802    | 1808     | Jean Euzet                    |                      | |
| 1808    | 1821     | Jean-Louis Vincent            |                      | |
| 1821    | 1830     | Jacques Serre                 |                      | |
| 1830    | 1833     | Jacques Vincent               |                      | |
| 1833    | 1843     | Joseph François Louis Vincent |                      | |
| 1843    | 1860     | Jean-Marc Euzet               |                      | |
| 1860    | 1865     | Fulcrand Lacan                |                      | |
| 1865    | 1870     | Jean-Marc Euzet               |                      | |
| 1870    | 1871     | Martin Bruguière              |                      | |
| 1871    | 1874     | Jean-Jacques Coulombet        |                      | |
| 1874    | 1876     | Martin Bruguière              |                      | |
| 1876    | 1878     | Tulipe Dusfour                |                      | |
| 1878    | 1881     | Lucien Euzet                  |                      | |
| 1881    | 1892     | Félise Olivier                |                      | |
| 1892    | 1896     | Auguste Vidal                 |                      | |
| 1896    | 1900     | Louis Cancel                  |                      | |
| 1900    | 1906     | Eugène Saumade                |                      | |
| 1906    | 1940     | Louis Cancel                  |                      | |
| 1940    | 1944     | Eugène Saumade                |                      | |
| 1944    | 1945     | Gaston Durand                 |                      | |
| 1945    | 1965     | Eugène Saumade                |                      | |
| 1965    | 2006     | Gérard Saumade                | CIR puis PS puis MDC | Maître de conférences, Député de 1988 à 2002 et Président du conseil général de l'Hérault de 1979 à 1998 |
| 2006    | 2008     | Robert Yvanez                 | DVG                  | |
| 2008    | En cours | Jérôme Lopez,                 | PS                   | Fonctionnaire                                                                                            |

## Démographie
L'évolution du nombre d'habitants est connue à travers les recensements de la population effectués dans la commune depuis 1793. Pour les communes de moins de 10 000 habitants, une enquête de recensement portant sur toute la population est réalisée tous les cinq ans, les populations de référence des années intermédiaires étant quant à elles estimées par interpolation ou extrapolation. Pour la commune, le premier recensement exhaustif entrant dans le cadre du nouveau dispositif a été réalisé en 2004.

En 2022, la commune comptait 4 869 habitants, en évolution de +2,74 % par rapport à 2016 (Hérault : +7,49 %, France hors Mayotte : +2,11 %).
| 1793 | 1800 | 1806 | 1821 | 1831 | 1836 | 1841 | 1846 | 1851 |
| ---- | ---- | ---- | ---- | ---- | ---- | ---- | ---- | ---- |
| 317  | 279  | 333  | 375  | 371  | 366  | 378  | 394  | 429  |

| 1856 | 1861 | 1866 | 1872 | 1876 | 1881 | 1886 | 1891 | 1896 |
| ---- | ---- | ---- | ---- | ---- | ---- | ---- | ---- | ---- |
| 427  | 417  | 442  | 445  | 400  | 388  | 410  | 403  | 428  |

| 1901 | 1906 | 1911 | 1921 | 1926 | 1931 | 1936 | 1946 | 1954 |
| ---- | ---- | ---- | ---- | ---- | ---- | ---- | ---- | ---- |
| 544  | 565  | 566  | 623  | 544  | 566  | 578  | 529  | 561  |

| 1962 | 1968 | 1975 | 1982  | 1990  | 1999  | 2004  | 2006  | 2009  |
| ---- | ---- | ---- | ----- | ----- | ----- | ----- | ----- | ----- |
| 534  | 571  | 954  | 1 505 | 2 623 | 3 713 | 4 341 | 4 641 | 4 662 |

| 2014  | 2019  | 2022  | - | - | - | - | - | - |
| ----- | ----- | ----- | - | - | - | - | - | - |
| 4 670 | 4 883 | 4 869 | - | - | - | - | - | - |

## Économie

### Revenus
En 2018, la commune compte 1 912 ménages fiscaux, regroupant 4 963 personnes. La médiane du revenu disponible par unité de consommation est de 23 300 € (20 330 € dans le département). 55 % des ménages fiscaux sont imposés (45,8 % dans le département).

### Emploi
|                | 2008   | 2013   | 2018  |
| -------------- | ------ | ------ | ----- |
| Commune        | 6,6 %  | 8,4 %  | 8,4 % |
| Département    | 10,1 % | 11,9 % | 12 %  |
| France entière | 8,3 %  | 10 %   | 10 %  |

En 2018, la population âgée de 15 à 64 ans s'élève à 3 091 personnes, parmi lesquelles on compte 77,6 % d'actifs (69,2 % ayant un emploi et 8,4 % de chômeurs) et 22,4 % d'inactifs,. Depuis 2008, le taux de chômage communal (au sens du recensement) des 15-64 ans est inférieur à celui de la France et du département.
La commune fait partie de la couronne de l'aire d'attraction de Montpellier, du fait qu'au moins 15 % des actifs travaillent dans le pôle,. Elle compte 1 840 emplois en 2018, contre 1 657 en 2013 et 1 619 en 2008. Le nombre d'actifs ayant un emploi résidant dans la commune est de 2 155, soit un indicateur de concentration d'emploi de 85,4 % et un taux d'activité parmi les 15 ans ou plus de 62,1 %.
Sur ces 2 155 actifs de 15 ans ou plus ayant un emploi, 520 travaillent dans la commune, soit 24 % des habitants. Pour se rendre au travail, 86,6 % des habitants utilisent un véhicule personnel ou de fonction à quatre roues, 1,7 % les transports en commun, 7,5 % s'y rendent en deux-roues, à vélo ou à pied et 4,1 % n'ont pas besoin de transport (travail au domicile).

### Activités hors agriculture

#### Secteurs d'activités
509 établissements sont implantés  à Saint-Mathieu-de-Tréviers au 31 décembre 2019. Le tableau ci-dessous en détaille le nombre par secteur d'activité et compare les ratios avec ceux du département,.
| Secteur d'activité                                                                                        | Commune | Commune | Département |
| Secteur d'activité                                                                                        | Nombre  | %       | %           |
| --- | ------- | ------- | ----------- |
| Ensemble                                                                                                  | 509     | 100 %   | (100 %)     |
| Industrie manufacturière, industries extractives et autres                                                | 27      | 5,3 %   | (6,7 %)     |
| Construction                                                                                              | 59      | 11,6 %  | (14,1 %)    |
| Commerce de gros et de détail, transports, hébergement et restauration                                    | 87      | 17,1 %  | (28 %)      |
| Information et communication                                                                              | 22      | 4,3 %   | (3,3 %)     |
| Activités financières et d'assurance                                                                      | 21      | 4,1 %   | (3,2 %)     |
| Activités immobilières                                                                                    | 31      | 6,1 %   | (5,3 %)     |
| Activités spécialisées, scientifiques et techniques et activités de services administratifs et de soutien | 103     | 20,2 %  | (17,1 %)    |
| Administration publique, enseignement, santé humaine et action sociale                                    | 114     | 22,4 %  | (14,2 %)    |
| Autres activités de services                                                                              | 45      | 8,8 %   | (8,1 %)     |

Le secteur de l'administration publique, l'enseignement, la santé humaine et l'action sociale est prépondérant sur la commune puisqu'il représente 22,4 % du nombre total d'établissements de la commune (114 sur les 509 entreprises implantées  à Saint-Mathieu-de-Tréviers), contre 14,2 % au niveau départemental.

#### Entreprises et commerces
- Les cinq entreprises ayant leur siège social sur le territoire communal qui génèrent le plus de chiffre d'affaires en 2020 sont[39] : 
  - Piclou, supermarchés (29 982 k€) ;
  - Groupe Isia, conseil en systèmes et logiciels informatiques (9 470 k€) ;
  - Vignobles Des 3 Chateaux, commerce de gros (commerce interentreprises) de boissons (7 870 k€) ;
  - One Id, programmation informatique (4 258 k€) ;
  - Le CM, location de terrains et d'autres biens immobiliers (2 720 k€).
- Vignobles et vins : une grande partie des vignobles de la commune sont classés en AOC Coteaux du Languedoc, pic Saint-Loup. Les domaines de cette appellation sur la commune sont la cave coopérative Les Vignerons du Pic, le Clos des Augustins, le domaine de la Vieille, le Château des Mouchères, le domaine Devois de Claus, le domaine Chazalon et l'Ermitage du pic Saint-Loup[40].
- Technologie : la société Smaaart, reconditionnant les smartphones en France et employant 145 personnes en 2019, est implantée sur la commune depuis 2011[41],[42].

### Agriculture
La commune est dans le « Soubergues », une petite région agricole occupant le nord-est du département de l'Hérault. En 2020, l'orientation technico-économique de l'agriculture  sur la commune est la viticulture.
|               | 1988 | 2000 | 2010 | 2020 |
| ------------- | ---- | ---- | ---- | ---- |
| Exploitations | 40   | 32   | 23   | 15   |
| SAU (ha)      | 528  | 455  | 534  | 556  |

Le nombre d'exploitations agricoles en activité et ayant leur siège dans la commune est passé de 40 lors du recensement agricole de 1988  à 32 en 2000 puis à 23 en 2010 et enfin à 15 en 2020, soit une baisse de 62 % en 32 ans. Le même mouvement est observé à l'échelle du département qui a perdu pendant cette période 67 % de ses exploitations,. La surface agricole utilisée sur la commune est restée relativement stable, passant de 528 ha en 1988 à 556 ha en 2020. Parallèlement la surface agricole utilisée moyenne par exploitation a augmenté, passant de 13 à 37 ha.

## Équipements culturels et sportifs
- Plateau multi-sport des Champs Noirs comprenant un terrain de football synthétique et de tambourin, une piste d'athlétisme, un gymnase et un espace de Skate Park ;
- Gymnase du Galion ;
- Terrains de tennis de Pourols ;
- Boulodrome de Pourols ;
- Piscine intercommunale du Pic Saint Loup[47] ;
- Médiathèque Jean-Arnal[48] ;
- Arène Claude Saumade.

## Culture locale et patrimoine

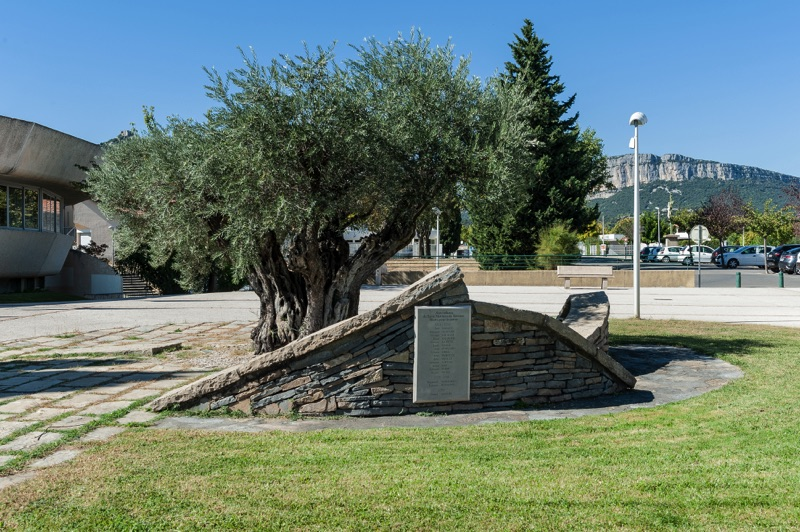
Monument aux morts érigé en hommage aux soldats morts durant la Première Guerre mondiale.

### Lieux et monuments
- Château du Lébous : vestiges d'une forteresse datée du Chalcolithique, site classé au titre des monuments historiques[49] ;
- Ruines du château de Montferrand ;
- Église Saint-Raphaël de Saint-Mathieu (MH) (« village haut »), a été fortement remaniée au milieu du XIXe siècle notamment au niveau mobilier. Le clocher bien que relativement modeste, typique de la vague romano-gothique de la seconde moitié du XIXe, surmonté d'une flèche en pierre, abrite trois cloches ; la plus importante date de 1869 et a été fondue à Lyon par « Burdin ainé » (les Burdin étaient maîtres fondeurs originaires de la région de Lyon de père en fils tout au long du XIXe siècle). En 2010, ces cloches sont hors d'usage étant donné la vétusté des installations ;
- Église Saint-Martin-de-Pourols à Tréviers (MH) dont l'ensemble ecclésiale a bénéficié d'une importante restauration. Clocher à deux baies, récemment restauré milieu XIXe, sur le pignon de la façade remaniée également durant la seconde moitié du XIXe siècle tout comme l'intérieur. Mais ce clocher d'une architecture trop faible dès sa construction, les deux cloches qu'il abrite sont hors-service depuis lors…, déposées hélas au pied des baies sur des barres métalliques. L'une date de 1765 et a été fondue par Jean Poutingon (classée MH en 1959), la seconde est curieusement en fonte de fer et se trouve particulièrement abîmée et corrodée, elle ne comporte d'ailleurs aucune inscription. Un clocher moderne attenant de forme cubique, récemment restauré aussi et peu harmonieux avec le reste de l'édifice a été rajouté pour loger une cloche plus importante datant de 1932 offerte par une famille locale. La couleur étonnante verte de cette cloche est due au fait que les maçons n'ont pas protégé la cloche des projections d'enduits ce qui a oxydé le bronze. L'intérieur de l'église présente un étonnant mélange de styles, roman à l'origine, les voûtes ont été refaites sur croisées d'ogives. Le chœur à la décoration d'inspiration quelque peu baroque XVIIIe siècle et première moitié XIXe siècle présente un décor de menuiserie ouvragée donnant l'impression d'un grand retable. Il abrite  de belles statues en bois polychrome dorées à la feuille d'or. Dans cette église, fut découverte notamment dans les années 1920 une précieuse châsse en émaux de Limoges sans doute du XIIIe siècle. Elle fut hélas vendue à cette époque puis se retrouva un peu plus tard en salle des ventes ;
- Couvent des dominicaines (moderne) ;
- Fontaine de la République avec statue de la République en fonte de fer fin XIXe au pied de la mairie surmontée d'une horloge abritant une petite cloche ;
- Lac et site naturel de Cécélès ;
- Monument aux morts construit en hommage aux soldats morts durant la Première Guerre mondiale.

### Spécialités

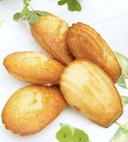
Madeleines du Pic

Il existe une pâtisserie, spécialité locale : la madeleine du Pic, un gâteau moelleux parfumé au miel et aux amandes.
Son nom fait référence au Pic Saint Loup.

### Personnalités liées à la commune
- Pierre Jurie-Joly (1887-1961), y est décédé.
- Gérard Saumade (1926-2012)
- Claude Saumade (1934-2005), frère de Gérard Saumade

### Héraldique
| Blason de Saint-Mathieu-de-Tréviers | Les armes de Saint-Mathieu-de-Tréviers se blasonnent ainsi : de sable à un saint Martin à cheval donnant la moitié de son manteau à un pauvre, le tout d'or.. |